# Cristina Nicolau
Cristina Nicolau (Rumania, 9 de agosto de 1977-5 de diciembre de 2017) fue una atleta rumana especializada en la prueba de triple salto, en la que consiguió ser subcampeona europea en pista cubierta en 2000.

## Carrera deportiva
En el Campeonato Europeo de Atletismo en Pista Cubierta de 2000 ganó la medalla de plata en el triple salto, con un salto de 14.63 metros, tras la rusa Tatyana Lebedeva  (oro con 14.68 metros) y por delante de la búlgara Iva Prandzheva (bronce también con 14.63 metros).